# Maghara
Maghara (nom que vol «les gorges») és una regió del sud-oest del Sinaí marcada pel Djebel Maghara, una petita muntanya rocosa d'unes 150 metres d'altura, i pel Wadi Maghara, un riu sec que només corre quan plou bastant, a la dreta de la muntanya.
La muntanya tenia mines de turqueses que foren explotades pels egipcis des l'Imperi Antic. A una plana entre el Wadi Quenaia i el Wadi Igna se situaven els allotjaments dels treballadors. Hi havia algunes esteles al costat de la muntanya on s'expliquen les expedicions d'alguns faraons de l'Antic Imperi, però avui han estat portades al Museu d'Antiguitats Egípcies del Caire i només resta la de Sekhemkhet, la més alta. Maghara fou conquerida per Djoser i explotada des del començament de la III Dinastia. És possible que es tragués també una mica de coure, probablement durant les dinastia IV i V. El període de màxima explotació de les mines sembla que fou durant el regnat d'Amenemhet III.
Al sud es trobaven les mines de Serabit al-Khadim que també foren explotades.